# Élections cantonales de 1992 dans le Val-d'Oise
Les élections cantonales ont eu lieu les 22 et 29 mars 1992.
Lors de ces élections, 19 des 39 cantons du Val-d'Oise ont été renouvelés. Elles ont vu la reconduction de la majorité UDF dirigée par Jean-Philippe Lachenaud, président du conseil général depuis 1989.

## Résultats à l’échelle du département
Répartition départementale des résultats (2e tour).
- PCF (11,86 %)
- PS (8,33 %)
- Majorité (2,6 %)
- Verts (8,59 %)
- RPR (17,32 %)
- UDF (19,56 %)
- DVD (16,43 %)
- FN (15,32 %)

| Étiquette      | Étiquette                          | Premier tour | Premier tour | Second tour | Second tour | Sièges |
| Étiquette      | Étiquette                          | Voix         | %            | Voix        | %           | Sièges |
| -------------- | ---------------------------------- | ------------ | ------------ | ----------- | ----------- | ------ |
|                | Parti socialiste                   | 22 407       | 13,53        | 11 793      | 8,33        | 1      |
|                | Parti communiste français          | 19 291       | 11,65        | 16 789      | 11,86       | 2      |
|                | Majorité présidentielle            | 2 731        | 1,65         | 3 680       | 2,60        | 1      |
|                | Extrême gauche                     | 909          | 0,55         |             |             |        |
| Gauche         | Gauche                             | 45 338       | 27,38        | 32 262      | 22,79       | 4      |
|                |                                    |              |              |             |             |        |
|                | Front national                     | 28 652       | 17,31        | 21 686      | 15,32       | 0      |
|                | Union pour la démocratie française | 25 558       | 15,44        | 27 691      | 19,56       | 6      |
|                | Divers droite                      | 20 257       | 12,23        | 23 266      | 16,43       | 5      |
|                | Rassemblement pour la République   | 18 083       | 10,92        | 24 516      | 17,32       | 4      |
|                | Extrême droite                     | 2 567        | 1,55         |             |             |        |
| Droite         | Droite                             | 95 117       | 57,45        | 97 159      | 68,63       | 14     |
|                |                                    |              |              |             |             |        |
|                | Les Verts                          | 21 011       | 12,69        | 12 160      | 8,59        | 0      |
|                | Génération écologie                | 4 104        | 2,48         |             |             |        |
| Écologistes    | Écologistes                        | 25 115       | 15,17        | 12 160      | 8,59        | 0      |
|                |                                    |              |              |             |             |        |
| Inscrits       | Inscrits                           | 259 757      | 100,00       | 259 766     | 100,00      |        |
| Abstention     | Abstention                         | 88 246       | 33,97        | 109 146     | 42,02       |        |
| Votants        | Votants                            | 171 511      | 66,03        | 150 620     | 57,98       |        |
| Blancs et nuls | Blancs et nuls                     | 5 941        | 3,46         | 9 039       | 6,00        |        |
| Exprimés       | Exprimés                           | 165 570      | 96,54        | 141 581     | 94,00       |        |

## Résultats par canton

### Canton d'Argenteuil-Nord
| Candidats      | Candidats       | Étiquette      | Premier tour | Premier tour | Second tour | Second tour |
| Candidats      | Candidats       | Étiquette      | Voix         | %            | Voix        | %           |
| -------------- | --------------- | -------------- | ------------ | ------------ | ----------- | ----------- |
|                | Georges Mothron | RPR            | 1 766        | 23,36        | 2 635       | 36,98       |
|                | Alfred Sorel    | PCF            | 1 731        | 22,89        | 2 849       | 39,98       |
|                | Régis Alberto   | FN             | 1 611        | 21,31        | 1 642       | 23,04       |
|                | André Richard   | Verts          | 999          | 13,21        |             |             |
|                | Henri Kaminska  | PS             | 959          | 12,68        |             |             |
|                | Louis Girard    | EXD            | 495          | 6,55         |             |             |
|                |                 |                |              |              |             |             |
| Inscrits       | Inscrits        | Inscrits       | 13 162       | 100,00       | 13 162      | 100,00      |
| Abstention     | Abstention      | Abstention     | 5 310        | 40,34        | 5 674       | 43,11       |
| Votants        | Votants         | Votants        | 7 852        | 59,66        | 7 488       | 56,89       |
| Blancs et nuls | Blancs et nuls  | Blancs et nuls | 291          | 3,71         | 362         | 4,83        |
| Exprimés       | Exprimés        | Exprimés       | 7 561        | 96,29        | 7 126       | 95,17       |

### Canton d'Argenteuil-Ouest
| Candidats      | Candidats                 | Étiquette      | Premier tour | Premier tour | Second tour | Second tour |
| Candidats      | Candidats                 | Étiquette      | Voix         | %            | Voix        | %           |
| -------------- | ------------------------- | -------------- | ------------ | ------------ | ----------- | ----------- |
|                | Roger Ouvrard*            | PCF            | 2 281        | 24,95        | 3 696       | 44,02       |
|                | Micheline Bruna           | FN             | 1 952        | 21,35        | 2 371       | 28,24       |
|                | Madeleine Meunier-Quinsac | UDF            | 1 653        | 18,08        | 2 329       | 27,74       |
|                | Alain Leikine             | PS             | 964          | 10,55        |             |             |
|                | Michel Alborghetti        | Verts          | 832          | 9,10         |             |             |
|                | Louis Girard              | EXD            | 648          | 7,09         |             |             |
|                | Anne Gelle                | GE             | 625          | 6,84         |             |             |
|                | Jean Charbonnier          | DVD            | 186          | 2,03         |             |             |
|                |                           |                |              |              |             |             |
| Inscrits       | Inscrits                  | Inscrits       | 16 344       | 100,00       | 3 870       | 100,00      |
| Abstention     | Abstention                | Abstention     | 6 861        | 41,98        | 7 555       | 46,22       |
| Votants        | Votants                   | Votants        | 9 483        | 58,02        | 8 789       | 53,78       |
| Blancs et nuls | Blancs et nuls            | Blancs et nuls | 342          | 3,61         | 393         | 4,47        |
| Exprimés       | Exprimés                  | Exprimés       | 9 141        | 96,39        | 8 396       | 95,53       |

*sortant

### Canton de Beauchamp
| Candidats      | Candidats      | Étiquette      | Premier tour | Premier tour | Second tour | Second tour |
| Candidats      | Candidats      | Étiquette      | Voix         | %            | Voix        | %           |
| -------------- | -------------- | -------------- | ------------ | ------------ | ----------- | ----------- |
|                | Raymond Lavaud | DVD            | 4 227        | 46,45        | 5 306       | 69,08       |
|                | Michel Vallade | PCF            | 1 478        | 16,24        | 2 375       | 30,92       |
|                | Didier Save    | FN             | 1 338        | 14,70        |             |             |
|                | Jeannine Morel | Verts          | 1 166        | 12,81        |             |             |
|                | Bruno Martin   | PS             | 891          | 9,79         |             |             |
|                |                |                |              |              |             |             |
| Inscrits       | Inscrits       | Inscrits       | 13 732       | 100,00       | 13 732      | 100,00      |
| Abstention     | Abstention     | Abstention     | 4 372        | 31,84        | 5 604       | 40,81       |
| Votants        | Votants        | Votants        | 9 360        | 68,16        | 8 128       | 59,19       |
| Blancs et nuls | Blancs et nuls | Blancs et nuls | 260          | 2,78         | 447         | 5,50        |
| Exprimés       | Exprimés       | Exprimés       | 9 100        | 97,22        | 7 681       | 94,50       |

### Canton de Beaumont-sur-Oise
| Candidats      | Candidats         | Étiquette      | Premier tour | Premier tour | Second tour | Second tour |
| Candidats      | Candidats         | Étiquette      | Voix         | %            | Voix        | %           |
| -------------- | ----------------- | -------------- | ------------ | ------------ | ----------- | ----------- |
|                | Robert Lebastard* | PCF            | 2 843        | 25,58        | 3 280       | 30,98       |
|                | Fabrice Millereau | PS             | 2 731        | 24,57        | 3 680       | 34,76       |
|                | Yves Colla        | FN             | 2 178        | 19,59        | 1 911       | 18,05       |
|                | Françoise Pinson  | RPR            | 1 900        | 17,09        | 1 715       | 16,20       |
|                | Virginie Moulin   | Verts          | 1 194        | 10,74        |             |             |
|                | Jean Mennecier    | EXG            | 270          | 2,43         |             |             |
|                |                   |                |              |              |             |             |
| Inscrits       | Inscrits          | Inscrits       | 16 947       | 100,00       | 16 943      | 100,00      |
| Abstention     | Abstention        | Abstention     | 5 324        | 31,42        | 6 057       | 35,75       |
| Votants        | Votants           | Votants        | 11 623       | 68,58        | 10 886      | 64,25       |
| Blancs et nuls | Blancs et nuls    | Blancs et nuls | 507          | 4,36         | 300         | 2,76        |
| Exprimés       | Exprimés          | Exprimés       | 11 116       | 95,64        | 10 586      | 97,24       |

*sortant

### Canton d'Eaubonne
| Candidats      | Candidats               | Étiquette      | Premier tour | Premier tour | Second tour | Second tour |
| Candidats      | Candidats               | Étiquette      | Voix         | %            | Voix        | %           |
| -------------- | ----------------------- | -------------- | ------------ | ------------ | ----------- | ----------- |
|                | Guy Bonnet*             | UDF            | 4 629        | 46,67        | 4 783       | 57,43       |
|                | Jean-François Crestey   | FN             | 1 595        | 16,08        | 1 397       | 16,77       |
|                | François Balageas       | PS             | 1 570        | 15,83        | 2 148       | 25,79       |
|                | Pierre-Francois Simeoni | Verts          | 1 529        | 15,41        |             |             |
|                | Rosita Jaouen           | PCF            | 596          | 6,01         |             |             |
|                |                         |                |              |              |             |             |
| Inscrits       | Inscrits                | Inscrits       | 15 329       | 100,00       | 15 329      | 100,00      |
| Abstention     | Abstention              | Abstention     | 5 068        | 33,06        | 6 584       | 42,95       |
| Votants        | Votants                 | Votants        | 10 261       | 66,94        | 8 745       | 57,05       |
| Blancs et nuls | Blancs et nuls          | Blancs et nuls | 342          | 3,33         | 417         | 4,77        |
| Exprimés       | Exprimés                | Exprimés       | 9 919        | 96,67        | 8 328       | 95,23       |

*sortant

### Canton d'Écouen
| Candidats      | Candidats            | Étiquette      | Premier tour | Premier tour | Second tour | Second tour |
| Candidats      | Candidats            | Étiquette      | Voix         | %            | Voix        | %           |
| -------------- | -------------------- | -------------- | ------------ | ------------ | ----------- | ----------- |
|                | Maurice Gigoi*       | UDF            | 3 621        | 35,68        | 3 771       | 41,80       |
|                | Jean-Luc François    | FN             | 1 901        | 18,73        | 1 538       | 17,05       |
|                | Bernard Angels       | PS             | 1 846        | 18,19        | 1 968       | 21,81       |
|                | Jean-Pierre Petiteau | Verts          | 1 842        | 18,15        | 1 745       | 19,34       |
|                | Philippe Pion        | PCF            | 939          | 9,25         |             |             |
|                | Jean-Bernard Gaury   | DVD            | 0            | 0,00         |             |             |
|                |                      |                |              |              |             |             |
| Inscrits       | Inscrits             | Inscrits       | 15 548       | 100,00       | 15 539      | 100,00      |
| Abstention     | Abstention           | Abstention     | 5 086        | 32,71        | 6 240       | 40,16       |
| Votants        | Votants              | Votants        | 10 462       | 67,29        | 9 299       | 59,84       |
| Blancs et nuls | Blancs et nuls       | Blancs et nuls | 313          | 2,99         | 277         | 2,98        |
| Exprimés       | Exprimés             | Exprimés       | 10 149       | 97,01        | 9 022       | 97,02       |

*sortant

### Canton de Franconville
| Candidats      | Candidats         | Étiquette      | Premier tour | Premier tour | Second tour | Second tour |
| Candidats      | Candidats         | Étiquette      | Voix         | %            | Voix        | %           |
| -------------- | ----------------- | -------------- | ------------ | ------------ | ----------- | ----------- |
|                | René Di Piazza *  | UDF            | 4 846        | 39,25        | 5 604       | 55,87       |
|                | Fabrice David     | Verts          | 2 352        | 19,05        | 4 427       | 44,13       |
|                | Jean-Luc Mayenobe | FN             | 1 961        | 15,88        |             |             |
|                | Marcel Sanguin    | PS             | 1 796        | 14,55        |             |             |
|                | Alain Tosser      | PCF            | 761          | 6,16         |             |             |
|                | Gérard Orget      | EXD            | 631          | 5,11         |             |             |
|                |                   |                |              |              |             |             |
| Inscrits       | Inscrits          | Inscrits       | 20 345       | 100,00       | 20 345      | 100,00      |
| Abstention     | Abstention        | Abstention     | 7 522        | 36,97        | 9 657       | 47,47       |
| Votants        | Votants           | Votants        | 12 823       | 63,03        | 10 688      | 52,53       |
| Blancs et nuls | Blancs et nuls    | Blancs et nuls | 476          | 3,71         | 657         | 6,15        |
| Exprimés       | Exprimés          | Exprimés       | 12 347       | 96,29        | 10 031      | 93,85       |

*sortant

### Canton de Garges-lès-Gonesse-Est
| Candidats      | Candidats          | Étiquette      | Premier tour | Premier tour | Second tour | Second tour |
| Candidats      | Candidats          | Étiquette      | Voix         | %            | Voix        | %           |
| -------------- | ------------------ | -------------- | ------------ | ------------ | ----------- | ----------- |
|                | Nelly Olin*        | DVD            | 1 411        | 29,42        | 2 189       | 52,86       |
|                | Francis Parny      | PCF            | 1 221        | 25,46        | 1 952       | 47,14       |
|                | Christian Bourdois | FN             | 743          | 15,49        |             |             |
|                | Denis Fevrier      | PS             | 728          | 15,18        |             |             |
|                | Jeanne Meunier     | Verts          | 497          | 10,36        |             |             |
|                | Pierre Ouvry       | EXD            | 196          | 4,09         |             |             |
|                |                    |                |              |              |             |             |
| Inscrits       | Inscrits           | Inscrits       | 8 012        | 100,00       | 8 012       | 100,00      |
| Abstention     | Abstention         | Abstention     | 3 051        | 38,08        | 3 639       | 45,42       |
| Votants        | Votants            | Votants        | 4 961        | 61,92        | 4 373       | 54,58       |
| Blancs et nuls | Blancs et nuls     | Blancs et nuls | 165          | 3,33         | 232         | 5,31        |
| Exprimés       | Exprimés           | Exprimés       | 4 796        | 96,67        | 4 141       | 94,69       |

*sortant

### Canton de Gonesse
| Candidats      | Candidats         | Étiquette      | Premier tour | Premier tour | Second tour | Second tour |
| Candidats      | Candidats         | Étiquette      | Voix         | %            | Voix        | %           |
| -------------- | ----------------- | -------------- | ------------ | ------------ | ----------- | ----------- |
|                | Bernard Fevrier*  | DVD            | 3 890        | 37,90        | 6 348       | 72,91       |
|                | Roger Rieu        | FN             | 2 023        | 19,71        | 2 359       | 27,09       |
|                | Eugène Peran      | Verts          | 1 416        | 13,79        |             |             |
|                | Michel Coffineau  | PS             | 1 315        | 12,81        |             |             |
|                | Gérard Gregoire   | PCF            | 1 186        | 11,55        |             |             |
|                | Olivier Lescarret | DVD            | 435          | 4,24         |             |             |
|                |                   |                |              |              |             |             |
| Inscrits       | Inscrits          | Inscrits       | 16 085       | 100,00       | 16 084      | 100,00      |
| Abstention     | Abstention        | Abstention     | 5 473        | 34,03        | 6 615       | 41,13       |
| Votants        | Votants           | Votants        | 10 612       | 65,97        | 9 469       | 58,87       |
| Blancs et nuls | Blancs et nuls    | Blancs et nuls | 347          | 3,27         | 762         | 8,05        |
| Exprimés       | Exprimés          | Exprimés       | 10 265       | 96,73        | 8 707       | 91,95       |

*sortant

### Canton d'Herblay
| Candidats      | Candidats             | Étiquette      | Premier tour | Premier tour | Second tour | Second tour |
| Candidats      | Candidats             | Étiquette      | Voix         | %            | Voix        | %           |
| -------------- | --------------------- | -------------- | ------------ | ------------ | ----------- | ----------- |
|                | Anne-Marie Anglade    | RPR            | 2 352        | 21,64        | 5 970       | 73,54       |
|                | Jean Busnel           | FN             | 1 796        | 16,52        | 2 148       | 26,46       |
|                | Jean-Pierre Lechalard | PS             | 1 335        | 12,28        |             |             |
|                | Henri Maingon         | UDF            | 1 324        | 12,18        |             |             |
|                | Nicole Gavillon       | Verts          | 1 123        | 10,33        |             |             |
|                | Jacques Melet         | GE             | 1 114        | 10,25        |             |             |
|                | Monique Gontard       | DVD            | 1 054        | 9,70         |             |             |
|                | Pierre Lairesse       | PCF            | 773          | 7,11         |             |             |
|                |                       |                |              |              |             |             |
| Inscrits       | Inscrits              | Inscrits       | 16 025       | 100,00       | 16 025      | 100,00      |
| Abstention     | Abstention            | Abstention     | 4 799        | 29,95        | 6 545       | 40,84       |
| Votants        | Votants               | Votants        | 11 226       | 70,05        | 9 480       | 59,16       |
| Blancs et nuls | Blancs et nuls        | Blancs et nuls | 355          | 3,16         | 1362        | 14,37       |
| Exprimés       | Exprimés              | Exprimés       | 10 871       | 96,84        | 8 118       | 85,63       |

### Canton de Magny-en-Vexin
| Candidats      | Candidats           | Étiquette      | Premier tour | Premier tour | Second tour | Second tour |
| Candidats      | Candidats           | Étiquette      | Voix         | %            | Voix        | %           |
| -------------- | ------------------- | -------------- | ------------ | ------------ | ----------- | ----------- |
|                | Gilbert Picard*     | UDF            | 2 764        | 41,95        | 3 039       | 50,32       |
|                | Jean-Pierre Muller  | PS             | 1 152        | 17,48        | 1 814       | 30,04       |
|                | Jean-Paul Toulouze  | FN             | 1 112        | 16,88        | 1 186       | 19,64       |
|                | Isabelle Simeoni    | Verts          | 878          | 13,33        |             |             |
|                | Christian Mongondry | PCF            | 318          | 4,83         |             |             |
|                | Marc Benureau       | DVD            | 224          | 3,40         |             |             |
|                | Serge Berry         | DVD            | 141          | 2,14         |             |             |
|                |                     |                |              |              |             |             |
| Inscrits       | Inscrits            | Inscrits       | 9 148        | 100,00       | 9 149       | 100,00      |
| Abstention     | Abstention          | Abstention     | 2 228        | 24,36        | 2 807       | 30,68       |
| Votants        | Votants             | Votants        | 6 920        | 75,64        | 6 342       | 69,32       |
| Blancs et nuls | Blancs et nuls      | Blancs et nuls | 331          | 4,78         | 303         | 4,78        |
| Exprimés       | Exprimés            | Exprimés       | 6 589        | 95,22        | 6 039       | 95,22       |

*sortant

### Canton de Marines
| Candidats      | Candidats             | Étiquette      | Premier tour | Premier tour | Second tour | Second tour |
| Candidats      | Candidats             | Étiquette      | Voix         | %            | Voix        | %           |
| -------------- | --------------------- | -------------- | ------------ | ------------ | ----------- | ----------- |
|                | Jean Pichery          | UDF            | 1 882        | 37,66        | 2 884       | 69,70       |
|                | Jean-François Verdier | RPR            | 857          | 17,15        | Retrait     | Retrait     |
|                | Joseph Wester         | PS             | 776          | 15,53        | 1 254       | 30,30       |
|                | Odile Marchal         | FN             | 652          | 13,05        |             |             |
|                | Gérard Leprieur       | Verts          | 557          | 11,14        |             |             |
|                | Xavier Bordet         | PCF            | 274          | 5,48         |             |             |
|                |                       |                |              |              |             |             |
| Inscrits       | Inscrits              | Inscrits       | 6 659        | 100,00       | 6 683       | 100,00      |
| Abstention     | Abstention            | Abstention     | 1 440        | 21,62        | 2 149       | 32,16       |
| Votants        | Votants               | Votants        | 5 219        | 78,38        | 4 534       | 67,84       |
| Blancs et nuls | Blancs et nuls        | Blancs et nuls | 221          | 4,23         | 396         | 8,73        |
| Exprimés       | Exprimés              | Exprimés       | 4 998        | 95,77        | 4 138       | 91,27       |

### Canton de Montmorency
| Candidats      | Candidats             | Étiquette      | Premier tour | Premier tour | Second tour | Second tour |
| Candidats      | Candidats             | Étiquette      | Voix         | %            | Voix        | %           |
| -------------- | --------------------- | -------------- | ------------ | ------------ | ----------- | ----------- |
|                | Francois Longchambon* | RPR            | 4 126        | 38,51        | 4 995       | 54,79       |
|                | Jacky Picou           | FN             | 1 820        | 16,99        | 1 550       | 17,00       |
|                | Micheline Thebault    | Verts          | 1 750        | 16,33        | 2 571       | 28,20       |
|                | Adélaide Piazzi       | PS             | 1 433        | 13,37        |             |             |
|                | Louis Quarez          | UDF            | 1 129        | 10,54        |             |             |
|                | Alain Bouin           | PCF            | 457          | 4,27         |             |             |
|                |                       |                |              |              |             |             |
| Inscrits       | Inscrits              | Inscrits       | 16 789       | 100,00       | 16 789      | 100,00      |
| Abstention     | Abstention            | Abstention     | 5 723        | 34,09        | 7 307       | 43,52       |
| Votants        | Votants               | Votants        | 11 066       | 65,91        | 9 482       | 56,48       |
| Blancs et nuls | Blancs et nuls        | Blancs et nuls | 351          | 3,17         | 366         | 3,86        |
| Exprimés       | Exprimés              | Exprimés       | 10 715       | 96,83        | 9 116       | 96,14       |

*sortant

### Canton de Saint-Ouen-l'Aumône
| Candidats      | Candidats         | Étiquette      | Premier tour | Premier tour | Second tour | Second tour |
| Candidats      | Candidats         | Étiquette      | Voix         | %            | Voix        | %           |
| -------------- | ----------------- | -------------- | ------------ | ------------ | ----------- | ----------- |
|                | Alain Reinneville | RPR            | 1 829        | 22,91        | 2 271       | 31,20       |
|                | Olivier Bouillon  | FN             | 1 777        | 22,25        | 1 612       | 22,14       |
|                | Roland Daffix     | PS             | 1 713        | 21,45        | 2 291       | 31,47       |
|                | Jean Sueur        | Verts          | 1 355        | 16,97        | 1 106       | 15,19       |
|                | Julien Boutet     | PCF            | 769          | 9,63         |             |             |
|                | René Millancourt  | DVD            | 542          | 6,79         |             |             |
|                |                   |                |              |              |             |             |
| Inscrits       | Inscrits          | Inscrits       | 13 031       | 100,00       | 13 030      | 100,00      |
| Abstention     | Abstention        | Abstention     | 4 696        | 36,04        | 5 499       | 42,20       |
| Votants        | Votants           | Votants        | 8 335        | 63,96        | 7 531       | 57,80       |
| Blancs et nuls | Blancs et nuls    | Blancs et nuls | 350          | 4,20         | 251         | 3,33        |
| Exprimés       | Exprimés          | Exprimés       | 7 985        | 95,80        | 7 280       | 96,67       |

### Canton de Sannois
| Candidats      | Candidats           | Étiquette      | Premier tour | Premier tour | Second tour | Second tour |
| Candidats      | Candidats           | Étiquette      | Voix         | %            | Voix        | %           |
| -------------- | ------------------- | -------------- | ------------ | ------------ | ----------- | ----------- |
|                | Yannick Paternotte* | UDF            | 3 710        | 41,77        | 5 281       | 75,87       |
|                | André Lesigne       | FN             | 1 627        | 18,32        | 1 680       | 24,13       |
|                | Didier Lajoinie     | PS             | 1 152        | 12,97        |             |             |
|                | Alain Chancel       | Verts          | 861          | 9,69         |             |             |
|                | Jean-Pierre Lafay   | GE             | 851          | 9,58         |             |             |
|                | Pierre Monnier      | PCF            | 682          | 7,68         |             |             |
|                |                     |                |              |              |             |             |
| Inscrits       | Inscrits            | Inscrits       | 13 411       | 100,00       | 13 411      | 100,00      |
| Abstention     | Abstention          | Abstention     | 4 221        | 31,47        | 5 585       | 41,64       |
| Votants        | Votants             | Votants        | 9 190        | 68,53        | 7 826       | 58,36       |
| Blancs et nuls | Blancs et nuls      | Blancs et nuls | 307          | 3,34         | 865         | 11,05       |
| Exprimés       | Exprimés            | Exprimés       | 8 883        | 96,66        | 6 961       | 88,95       |

*sortant

### Canton de Sarcelles-Nord-Est
| Candidats      | Candidats              | Étiquette      | Premier tour | Premier tour | Second tour | Second tour |
| Candidats      | Candidats              | Étiquette      | Voix         | %            | Voix        | %           |
| -------------- | ---------------------- | -------------- | ------------ | ------------ | ----------- | ----------- |
|                | Jean-Claude Mestre     | RPR            | 2 107        | 28,80        | 3 300       | 55,58       |
|                | Marie-Claude Beaudeau* | PCF            | 1 407        | 19,23        | 2 637       | 44,42       |
|                | Jean-Michel Dubois     | FN             | 1 194        | 16,32        |             |             |
|                | Janine Haddad          | PS             | 1 132        | 15,48        |             |             |
|                | Christian René         | Verts          | 412          | 5,63         |             |             |
|                | Michel Pastor          | EXG            | 361          | 4,94         |             |             |
|                | André Nahum            | GE             | 356          | 4,87         |             |             |
|                | Louis Girard           | EXD            | 346          | 4,73         |             |             |
|                |                        |                |              |              |             |             |
| Inscrits       | Inscrits               | Inscrits       | 12 644       | 100,00       | 12 644      | 100,00      |
| Abstention     | Abstention             | Abstention     | 5 126        | 40,54        | 6 263       | 49,53       |
| Votants        | Votants                | Votants        | 7 518        | 59,46        | 6 381       | 50,47       |
| Blancs et nuls | Blancs et nuls         | Blancs et nuls | 203          | 2,70         | 444         | 6,96        |
| Exprimés       | Exprimés               | Exprimés       | 7 315        | 97,30        | 5 937       | 93,04       |

*sortant

### Canton de Sarcelles-Sud-Ouest
| Candidats      | Candidats           | Étiquette      | Premier tour | Premier tour | Second tour | Second tour |
| Candidats      | Candidats           | Étiquette      | Voix         | %            | Voix        | %           |
| -------------- | ------------------- | -------------- | ------------ | ------------ | ----------- | ----------- |
|                | Raymond Lamontagne* | RPR            | 3 146        | 40,91        | 3 630       | 61,03       |
|                | Antoine Espiasse    | PS             | 1 555        | 20,22        | 2 318       | 38,97       |
|                | Jean-Pierre Girod   | FN             | 1 085        | 14,11        |             |             |
|                | Francois Boule      | PCF            | 590          | 7,67         |             |             |
|                | Fanny Mergui        | GE             | 472          | 6,14         |             |             |
|                | Louis Perrier       | Verts          | 313          | 4,07         |             |             |
|                | Gérard Pringot      | EXG            | 278          | 3,62         |             |             |
|                | Louis Girard        | EXD            | 251          | 3,26         |             |             |
|                |                     |                |              |              |             |             |
| Inscrits       | Inscrits            | Inscrits       | 13 375       | 100,00       | 13 374      | 100,00      |
| Abstention     | Abstention          | Abstention     | 5 483        | 40,99        | 6 944       | 51,92       |
| Votants        | Votants             | Votants        | 7 892        | 59,01        | 6 430       | 48,08       |
| Blancs et nuls | Blancs et nuls      | Blancs et nuls | 202          | 2,56         | 482         | 7,50        |
| Exprimés       | Exprimés            | Exprimés       | 7 690        | 97,44        | 5 948       | 92,50       |

*sortant

### Canton de la Vallée-du-Sausseron
| Candidats      | Candidats         | Étiquette      | Premier tour | Premier tour | Second tour | Second tour |
| Candidats      | Candidats         | Étiquette      | Voix         | %            | Voix        | %           |
| -------------- | ----------------- | -------------- | ------------ | ------------ | ----------- | ----------- |
|                | Gérard Claudel*   | DVD            | 3 841        | 49,99        | 5 478       | 84,35       |
|                | Joël Montenot     | FN             | 1 047        | 13,63        | 1 016       | 15,65       |
|                | Francoise Rannou  | PS             | 1 041        | 13,55        |             |             |
|                | Michel Vampouille | GE             | 686          | 8,93         |             |             |
|                | Maxime Roujou     | Verts          | 629          | 8,19         |             |             |
|                | Daniel Guiraud    | PCF            | 440          | 5,73         |             |             |
|                |                   |                |              |              |             |             |
| Inscrits       | Inscrits          | Inscrits       | 10 882       | 100,00       | 10 882      | 100,00      |
| Abstention     | Abstention        | Abstention     | 2 950        | 27,11        | 3 926       | 36,08       |
| Votants        | Votants           | Votants        | 7 932        | 72,89        | 6 956       | 63,92       |
| Blancs et nuls | Blancs et nuls    | Blancs et nuls | 248          | 3,13         | 462         | 6,64        |
| Exprimés       | Exprimés          | Exprimés       | 7 684        | 96,87        | 6 494       | 93,36       |

*sortant

### Canton de Viarmes
| Candidats      | Candidats              | Étiquette      | Premier tour | Premier tour | Second tour | Second tour |
| Candidats      | Candidats              | Étiquette      | Voix         | %            | Voix        | %           |
| -------------- | ---------------------- | -------------- | ------------ | ------------ | ----------- | ----------- |
|                | Emelyne Georges-Picot* | DVD            | 3 147        | 37,26        | 3 945       | 52,38       |
|                | Emile Colin            | Verts          | 1 306        | 15,46        | 2 311       | 30,68       |
|                | Jean-Claude Sirizzotti | FN             | 1 240        | 14,68        | 1 276       | 16,94       |
|                | Paul Lassus            | DVD            | 1 159        | 13,72        |             |             |
|                | Jean-Marie Bontemps    | PS             | 1 049        | 12,42        |             |             |
|                | Pierre Moze            | PCF            | 545          | 6,45         |             |             |
|                |                        |                |              |              |             |             |
| Inscrits       | Inscrits               | Inscrits       | 12 289       | 100,00       | 3 870       | 100,00      |
| Abstention     | Abstention             | Abstention     | 3 513        | 28,59        | 4 496       | 36,59       |
| Votants        | Votants                | Votants        | 8 776        | 71,41        | 7 793       | 63,41       |
| Blancs et nuls | Blancs et nuls         | Blancs et nuls | 330          | 3,76         | 261         | 3,35        |
| Exprimés       | Exprimés               | Exprimés       | 8 446        | 96,24        | 7 532       | 96,65       |

*sortant